# Кальи (Архангельская область)
Ка́льи — деревня в Виноградовском районе Архангельской области России. Входит в состав Виноградовского муниципального округа. До 2021 года входила в состав Моржегорского сельского поселения.

## География
Кальи стоит на правом берегу реки Северная Двина, севернее деревень Карговино и Монастырёк. Напротив неё, на правом берегу Северной Двины, находится деревня Почтовое Зачачьевского сельского поселения Холмогорского района. В состав села входят деревни: Алёшинская, Акимовская, Андроновская, Харюшевская, Макаровская, Климовская, Лешутинская.
К северу от Кальи начинаются выходы карстовых пород (гипсы и ангидриты верхнекулойской свиты) Звозского карстового района.

## История
Кальи впервые упоминается в 1397 году как двинская волость Калея. После присоединения Двинской земли к Москве, Калежская (Колежская) волость относилась то к Двинскому уезду, то к Шенкурскому, то к Холмогорскому, то к Емецкому, то к Архангельскому. В 1595 году в Калейском стане Двинского уезда было 4 волости. В 1888 году в 14 деревнях Колежского прихода проживало 930 душ обоего пола. После упразднения Власьевской волости в 1926 году, Кальи вошли в состав Усть-Важской волости. 14 сентября 1929 года Калежский сельский совет, первоначально отнесённый к Емецкому району, был включён в состав Березницкого (Березниковского) района (с 1940 года — Виноградовского). С 2004 года по 2021 год деревня Кальи входила в состав МО «Моржегорское». В 2006 году в деревне произошёл сильнейший пожар, в результате чего сгорело 14 домов и древний храмовый комплекс. В деревне не осталось постоянного населения. Лишь на летний период деревня оживает за счёт дачников.

## Топографические карты
- Топографическая карта P-38-39,40. (Лист Усть-Ваеньга)
- Кальи на Wikimapia
- Кальи. Публичная кадастровая карта